# إيبك يولي
إيبك يولي (بالتركية: İpekyolu)‏ هي بلدة ومُديريَّة تقع في ولاية وان، وولاية وان بتركيا. تصل مساحتها إلى 956 كم²، وترتفع عن سطح البحر حوالي 1729 م.